# Imbricariinae
Imbricariinae is een onderfamilie van weekdieren uit de klasse van de Gastropoda (slakken).

## Geslacht
- Conoelix Swainson, 1821